# 小行星2328
小行星2328（2328 Robeson）是一颗围绕太阳公转的小行星。1972年4月19日，塔瑪拉·斯米爾諾娃在克里米亚发现了此天体。
該小行星以美國男歌手保羅·羅伯遜命名。
这颗小行星的绝对星等为340.92315等。